# Ferdinand Humbert
Pour les articles homonymes, voir Humbert.
Ferdinand Humbert (parfois dit Fernand), né le 8 octobre 1842 à Paris, et  mort le 7 octobre 1934 dans le 7e arrondissement, est un peintre français.

## Biographie
Jacques Ferdinand Humbert naît le 8 octobre 1842 à Paris (2e arrondissement),, de Pierre Louis Humbert, médecin d'origine suisse, et de Marie Henriette Fany Morin. Son oncle Jean Charles Ferdinand Humbert, élève de Ingres, est peintre animalier.
Élève des Beaux-Arts en 1861, il a pour maîtres François Édouard Picot, Eugène Fromentin et Alexandre Cabanel. C'est un peintre de sujets religieux et mythologiques, de portraits et de scènes de genre.
Il expose au Salon dès 1865 (La fuite de Néron) et obtient la médaille d'honneur des artistes français en 1900 (Portrait d'Elsa Grand). Il devient membre du Comité et du Jury de la Société des Artistes français. Il est membre du Jury des Expositions universelles de 1889 et 1900. Il expose au Salon jusqu'en 1931. 
Il exécute deux grands panneaux décoratifs pour la mairie du 19e arrondissement, deux plafonds célébrant Le Triomphe intellectuel de Paris (entre 1909 et 1924) au Petit Palais, ainsi que des fresques pour le Panthéon. 

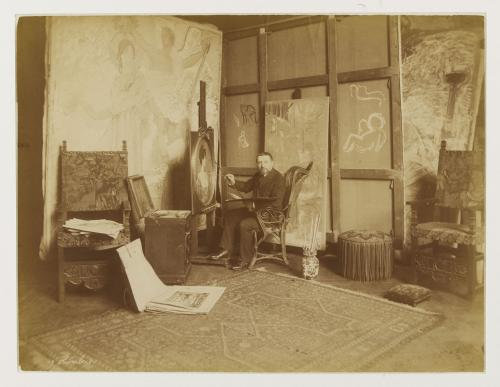
Ferdinand Humbert dans son atelier, photographie d'Edmond Bénard.

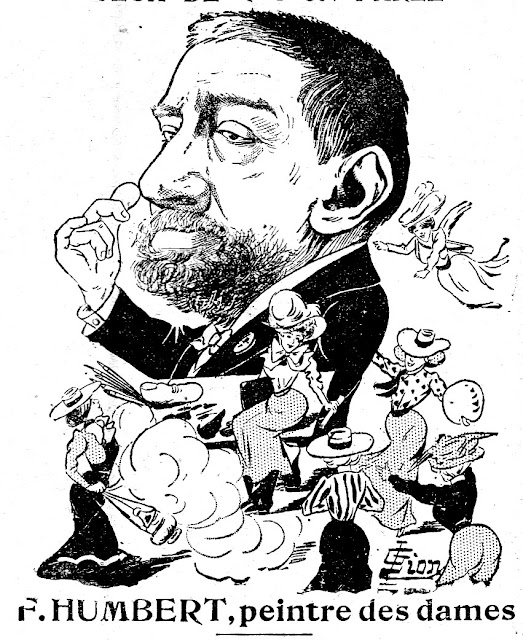
Caricature de Ferdinand Humbert par G. Lion, 1907.

Il fonde son académie à la fin des années 1890, reprenant l'ancien Atelier Cormon, au 104, boulevard de Clichy à Paris, en s'associant à Henri Gervex, puis tient son atelier au 8 de l'avenue privée Frochot, toujours dans le 9e arrondissement. Il se consacre au portrait mondain et réalise celui de Colette vers 1896. Il enseigne en 1898 à l’École des beaux-arts de Paris, où il assure à partir de 1900 le premier cours destiné aux femmes, enfin admises à l'école grâce à l'activisme de l'Union des femmes peintres et sculpteurs. La presse moque son attrait pour les femmes,. Il est membre de l'Académie des Beaux-arts, section peinture, en 1902, au fauteuil de Benjamin-Constant (il sera Président pour 1918). Chef d’atelier de Peinture pour élèves femmes en 1905, il démissionne en 1929 pour cause de maladie.
Il est Chevalier dans l'Ordre de la Couronne de Suède et Commandeur de la Légion d’honneur.
Il meurt le 7 octobre 1934 à son domicile dans le 7e arrondissement de Paris, et est inhumé à Paris au cimetière du Père-Lachaise (74e division).

## Œuvres dans les collections publiques
- Metz, musée de la Cour d'Or : La Vierge, l'enfant Jésus et saint Jean-Baptiste.
- Paris :
  - Panthéon.
  - Petit Palais : Le Triomphe intellectuel de Paris, entre 1909 et 1924, deux plafonds du pavillon nord dont Le Triomphe de Pâris.
- Versailles, musée de l'Histoire de France : Portrait de Justin Germain Casimir de Selves, 1926, huile sur toile, 120 × 126 cm.

## Expositions rétrospectives
- Une rétrospective de son œuvre est organisée au Salon des artistes français de 1936[15].
- Des œuvres de Ferdinand Humbert figurent dans l'Exposition "Paris 1874. Inventer l’impressionnisme" du Musée d'Orsay en 2024, au titre des artistes plus conservateurs de la période[16].

## Galerie d'œuvres

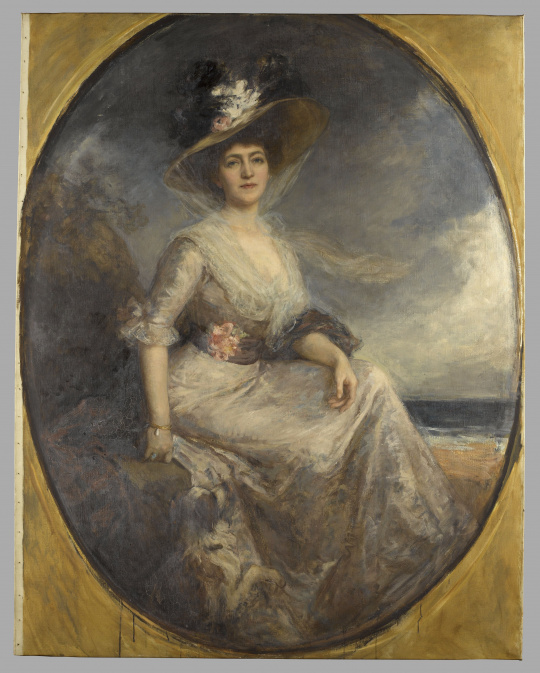
Portrait de madame Adolphe Salles, née Claire Eiffel.
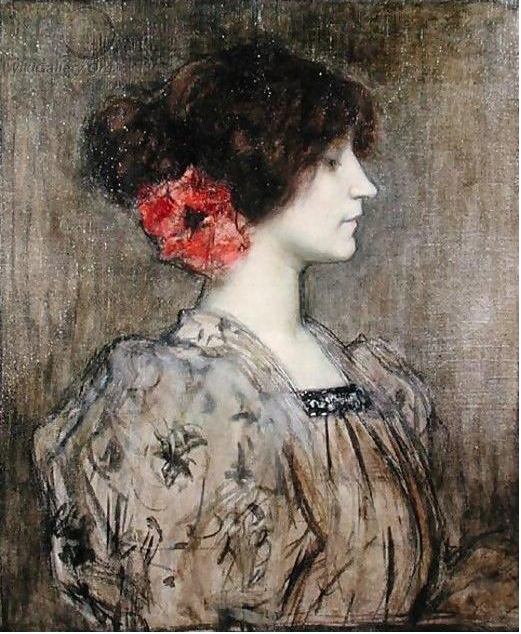
Portrait de Colette, vers 1896.
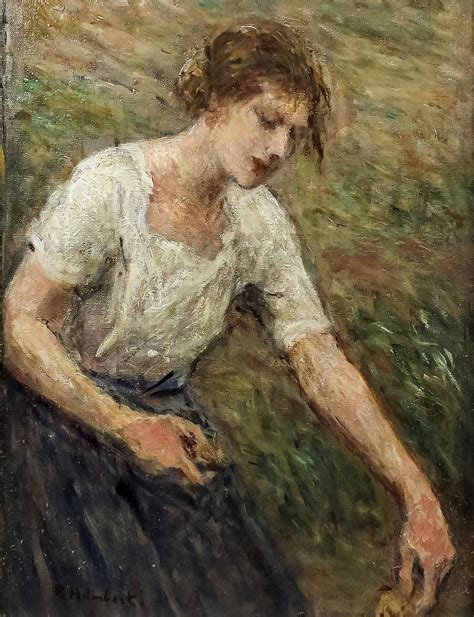
Portrait de jeune femme penchée.
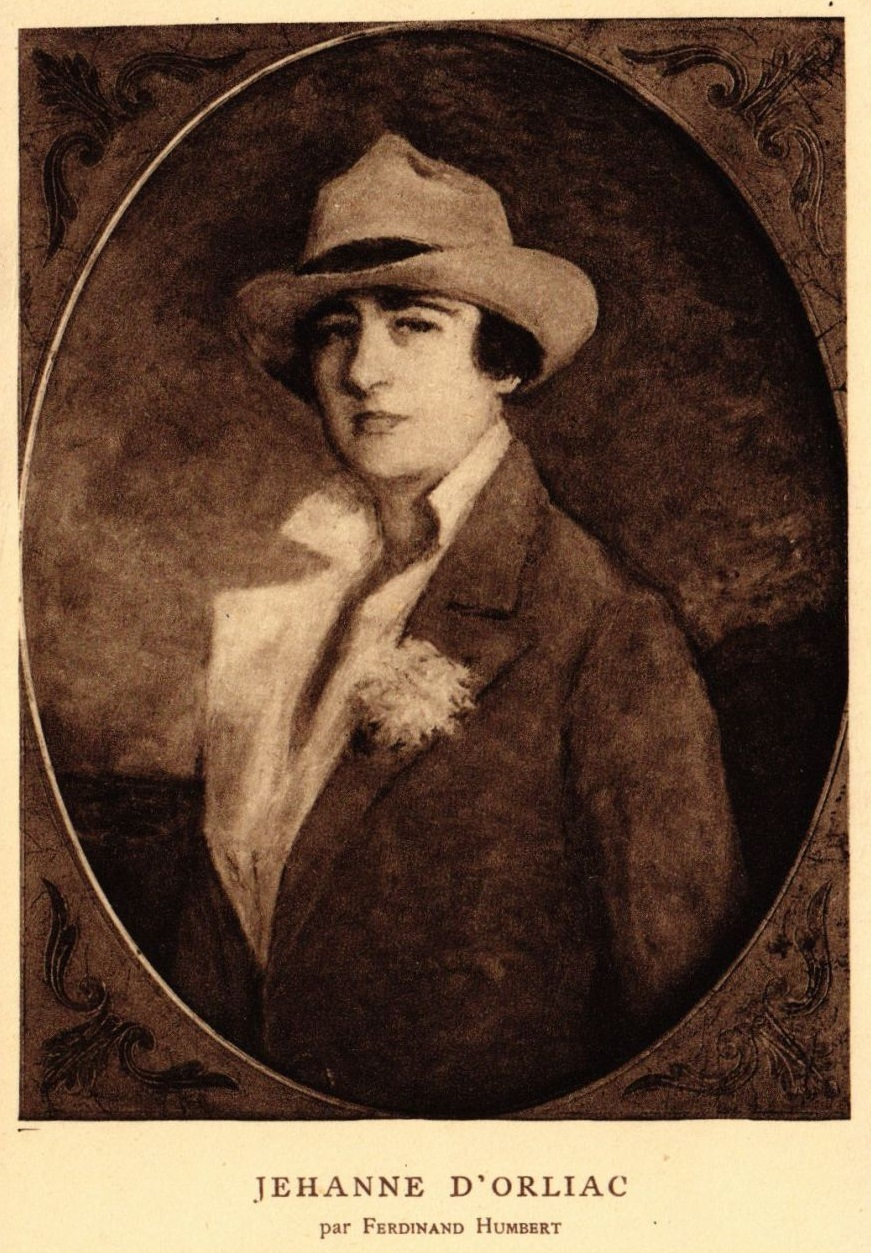
Portrait de Jehanne d'Orliac.
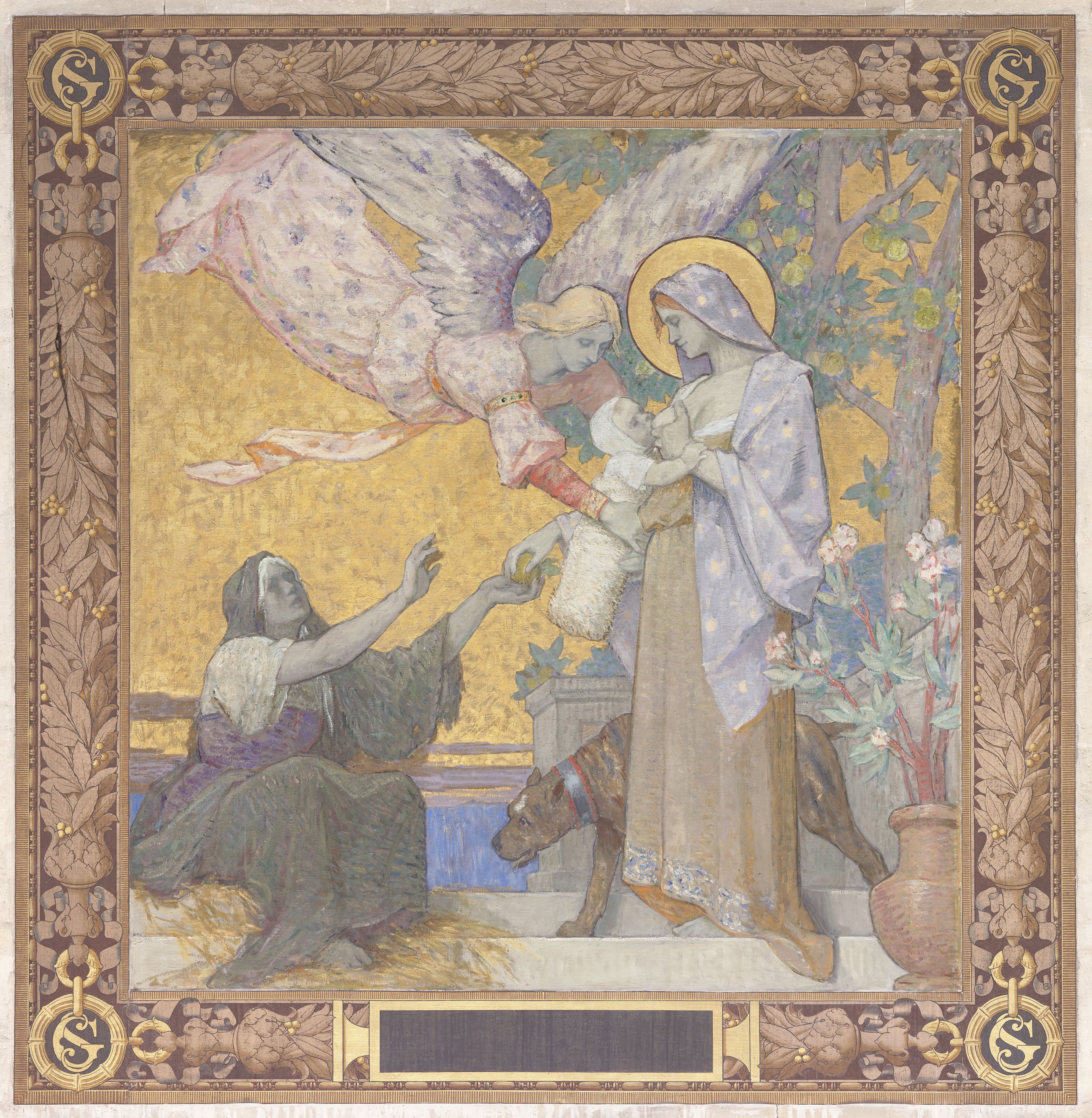
Pro Patria, Paris, Panthéon.
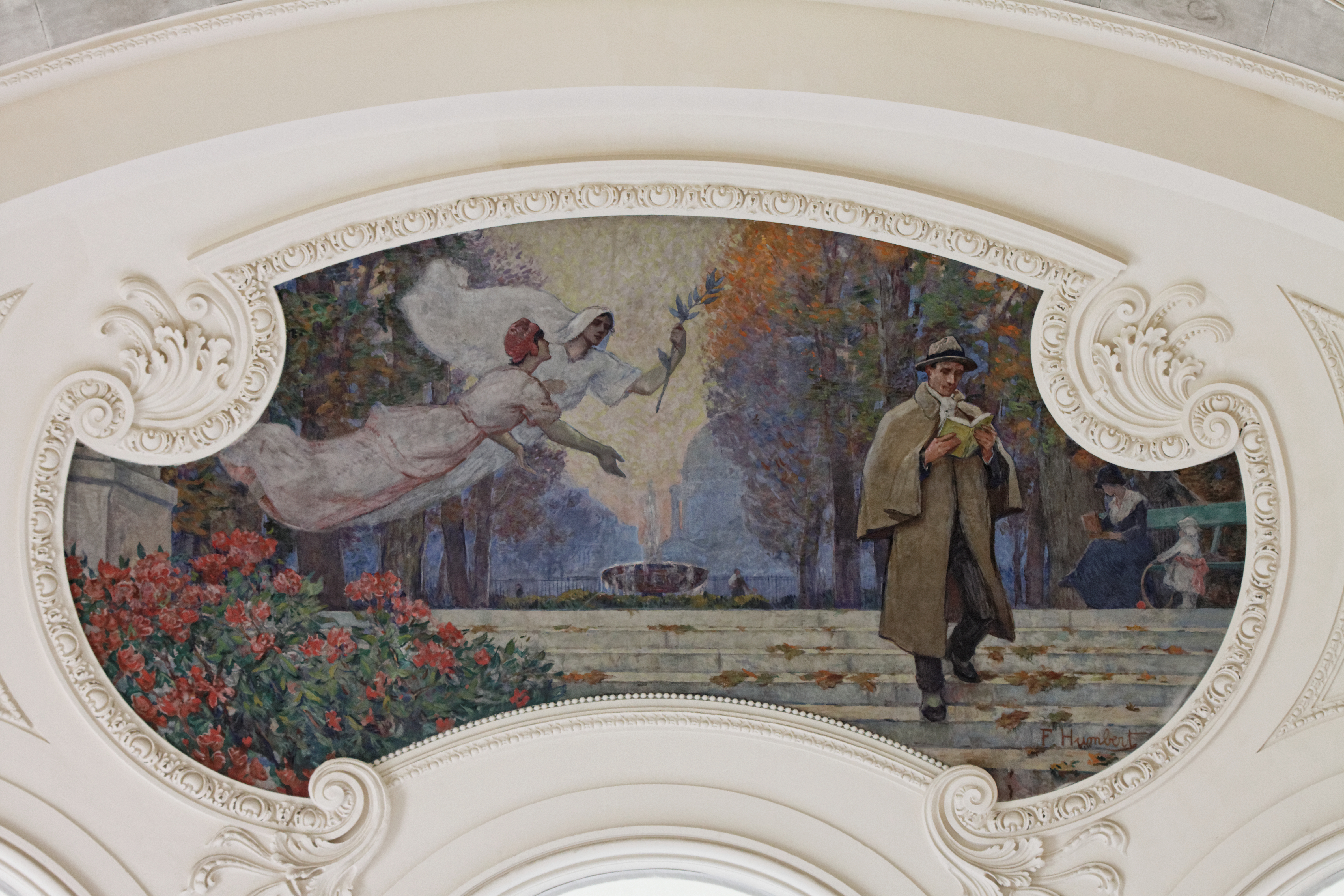
Le Triomphe intellectuel de Paris (entre 1909 et 1924), Paris, Petit Palais, panneau d'un des plafonds du pavillon nord.
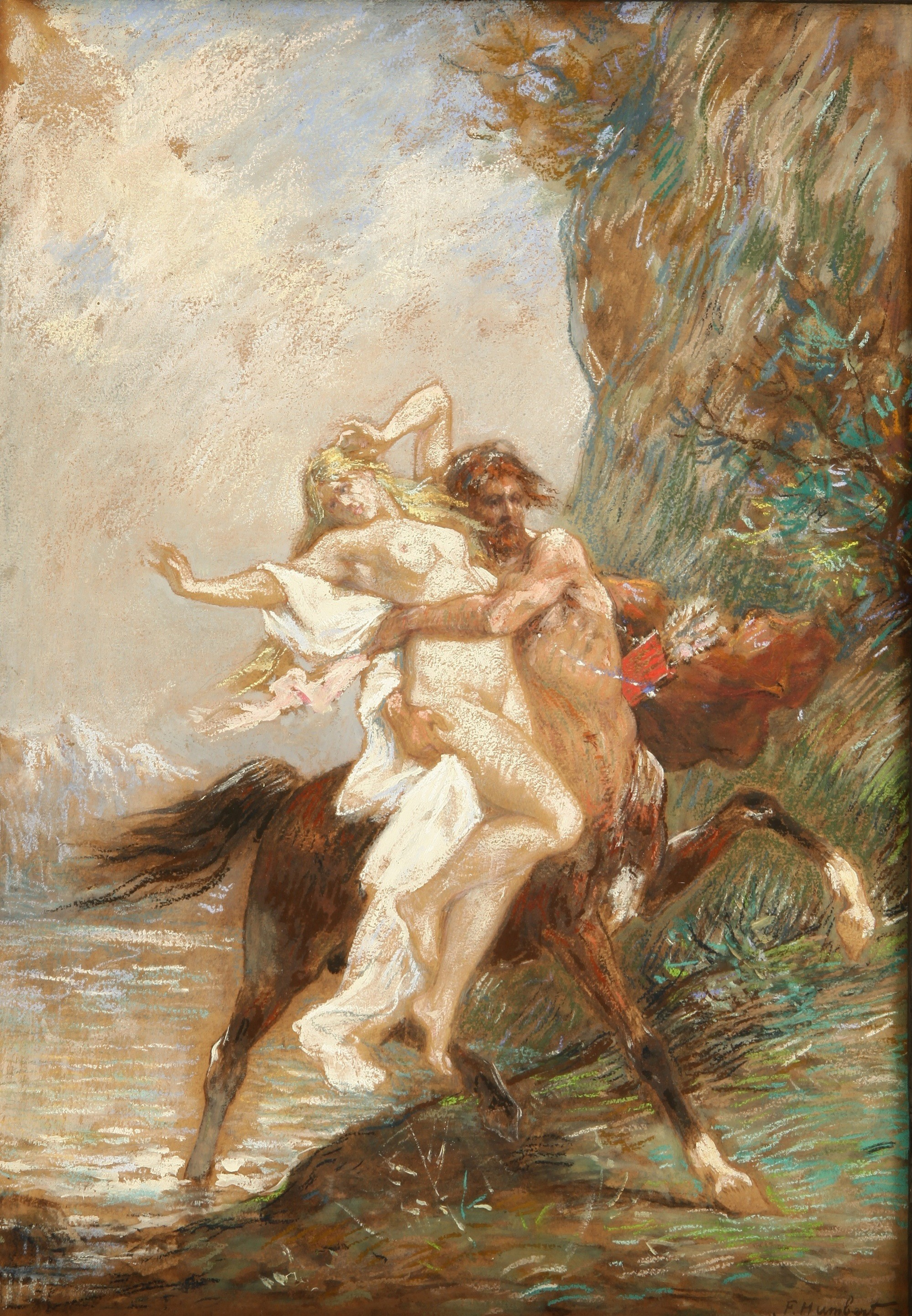
Le Rapt de Déjanire, Buenos Aires, musée national des Beaux-Arts.

## Élèves
- Mathilde Arbey (1890-1966)
- Paul Basilius Barth (1881-1955)
- Cécile Paul-Baudry (1879-1960)
- Marguerite Bernard (1878-1960)
- Marie Berton-Maire
- Marius Borgeaud (1861-1924)
- Georges Braque (1882-1963)
- Raphaël-Albert Broyelle (1882-1952)
- Marguerite Jeanne Carpentier (1886-1965)
- Cecilia Cuțescu-Storck
- Mathilde Delattre (1871-1950)
- Angèle Blanche Denvil (1877-1932)
- Charles Descoust (1882-1974)
- Suzanne Drouet-Réveillaud (1885-1970)
- Jeanne Dubut (1889-1972)
- Raymonde Esprit-Massonneau (1901-2004)
- Mathilde Marguerite Hautrive (1881-1963)
- Germaine Hébrard (1889-1966).
- Jean de la Hougue (1874-1959), dès 1894
- Adrienne Jouclard (1882-1972)
- Louise Jeanson (1876-1937)
- Chrysis Jungbluth (1907-1989)
- Marie-Jeanne Lagarde-Brochot (1888-1938)
- Marie Laurencin (1883-1956)
- Andrée Lavieille (1887-1960)
- Maguelonne Lefebvre-Glaize (1839-1919)
- Alfred Marie Le Petit[17]
- Lucienne Leroux (1903-1981), prix de Rome en 1926
- Madeleine Leroux (1902-1984)
- Gustave Lorain
- Maurice Loutreuil
- Firmin Maglin (1867-1946)
- Henri Marret (1878-1964)
- Madeleine Massonneau (née en 1901)
- Georges Sauveur Maury (1872-1960)
- Suzanne Morel-Montreuil (1891-1983)
- Jeanne Moride (1881-1970)
- Isabelle Onslow (1874-?)
- Francis Picabia (1869-1963)
- Jeanne Pinot (1872-1929)
- Mary Piriou (1881-1956)
- Aline Réveillaud de Lens (1881-1925)
- Marcelle Rondenay
- Michel Simonidy
- Maurice Tastemain
- Jeanne Tournay (1877-1936)
- Pierre Vasserot (1887-1959)
- Pierre Waidmann (1860-1937)
- Zacharie Zakarian